# Monastère de Stara Pavlica
Ne doit pas être confondu avec Monastère de Nova Pavlica.
Le monastère de Stara Pavlica (en serbe : Манастир Стара Павлица et Manastir Stara Pavlica) est un monastère orthodoxe serbe situé à Pavlica, dans le district de Raška et dans la municipalité de Raška, dans l'ouest de la Serbie. Il est inscrit sur la liste des monuments culturels de grande importance de la République de Serbie (identifiant no SK 171).
L'église du monastère est dédiée aux apôtres Pierre et Paul.

## Localisation
Le monastère est situé sur un plateau dominant l'Ibar, à 6 km de la ville de Raška. À proximité se trouve le monastère de Nova Pavlica.

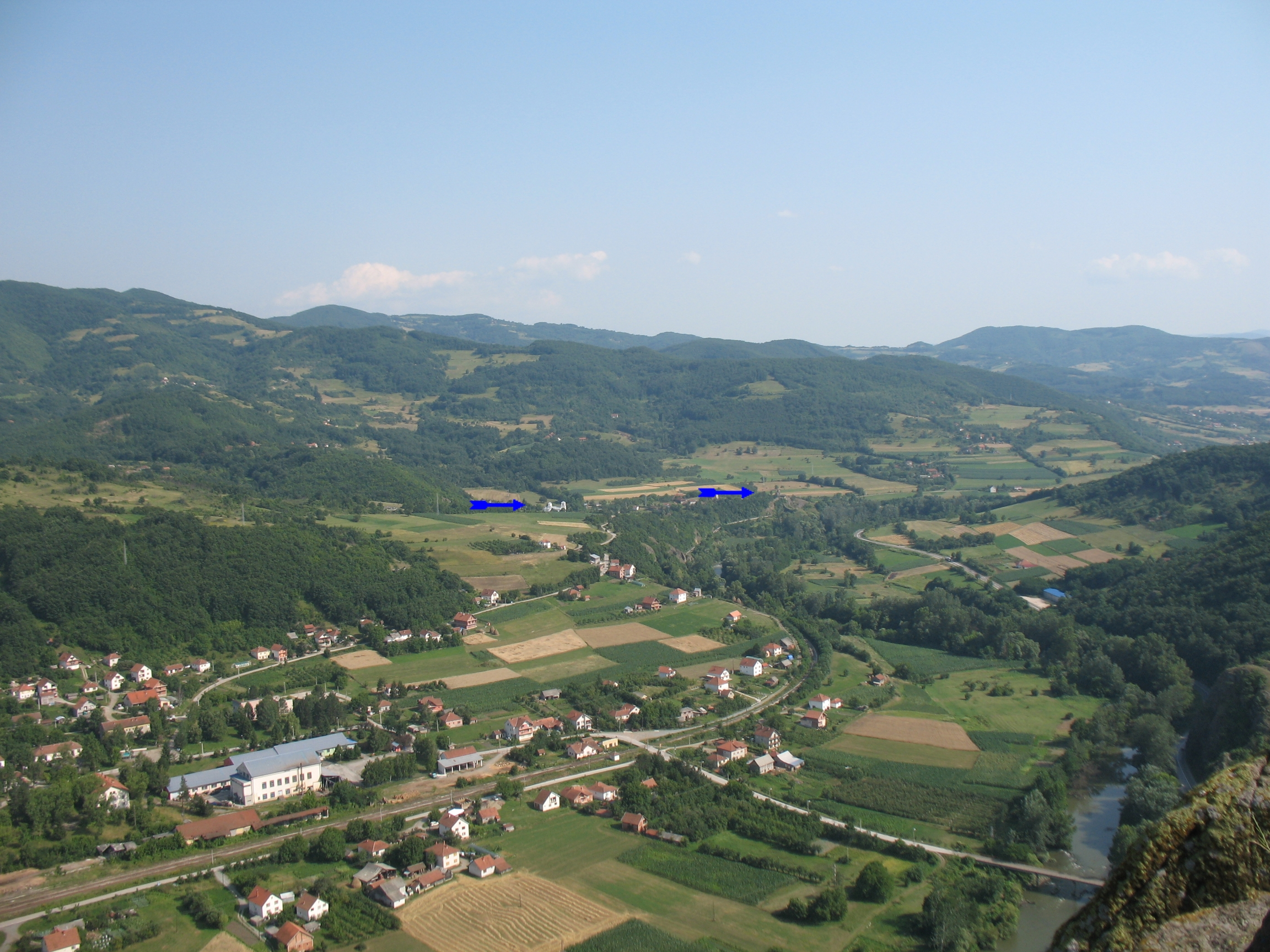
Vue de Pavlica depuis la forteresse de Brvenik, avec le monastère de Nova Pavlica (à gauche) et le monastère de Stara Pavlica (à droite)

## Histoire
Le monastère a été fondé à la fin du XIIe siècle et il est sans doute antérieur à la dynastie serbe des Nemanjic ou date de ses commencements. Il est mentionné pour la première fois dans une charte du roi Stefan Ier Nemanjić, le « Premier couronné ». Il a été restauré dans les années 1970.

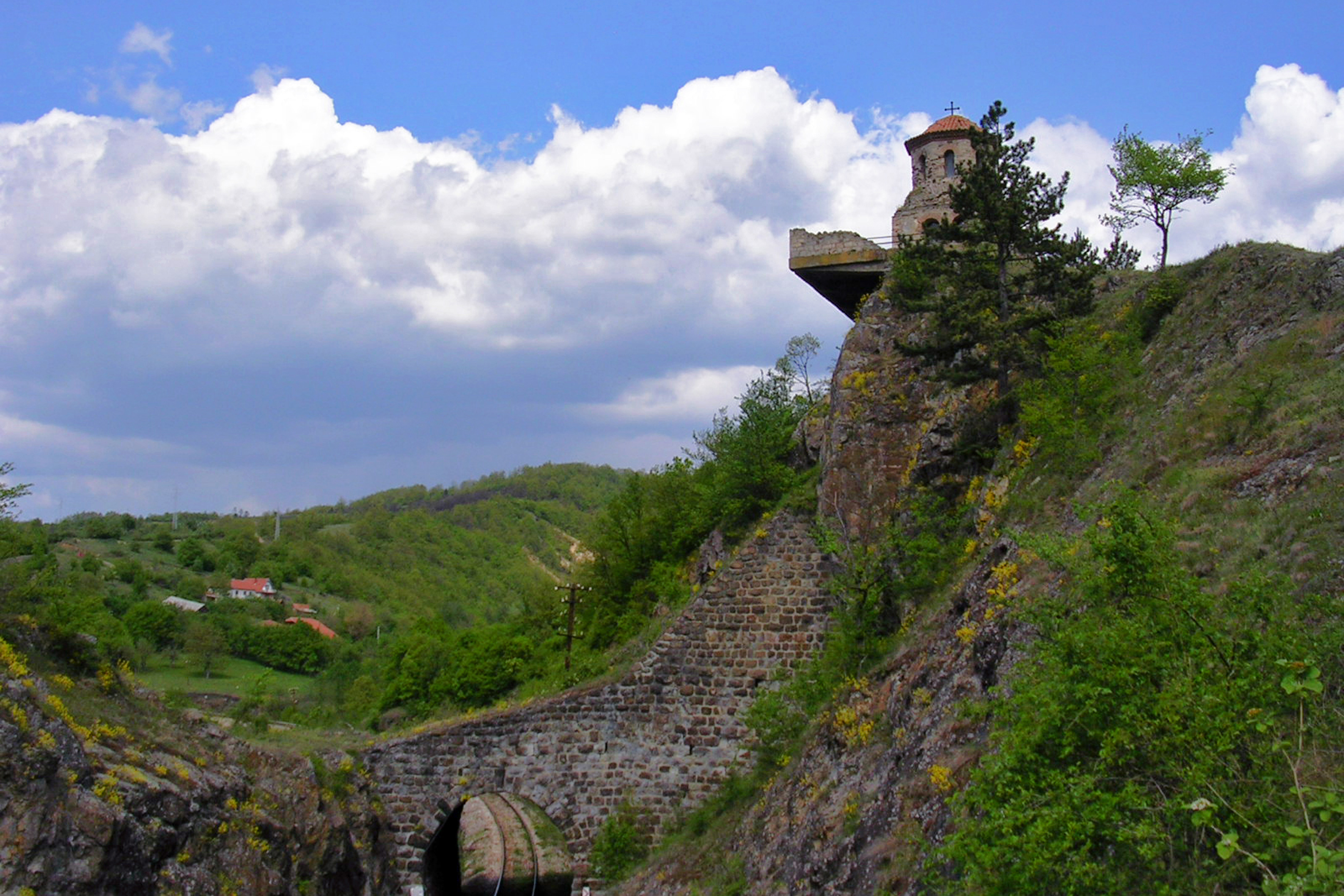
Autre vue de l'église

## Église
Dans l'enceinte de Stara Pavlica se trouve l'église des apôtres Pierre et Paul. La date de sa construction est inconnue mais une analyse de son architecture fait apparaître qu'elle a été édifiée avant l'arrivée de Stefan Nemanja dans la vallée d'Ibar. L'église se présente sous la forme d'une basilique, dont le côté oriental est orné de trois absides. La pierre et la brique ont été employées comme matériaux de construction. L'église conserve des fragments de fresques anciennes.

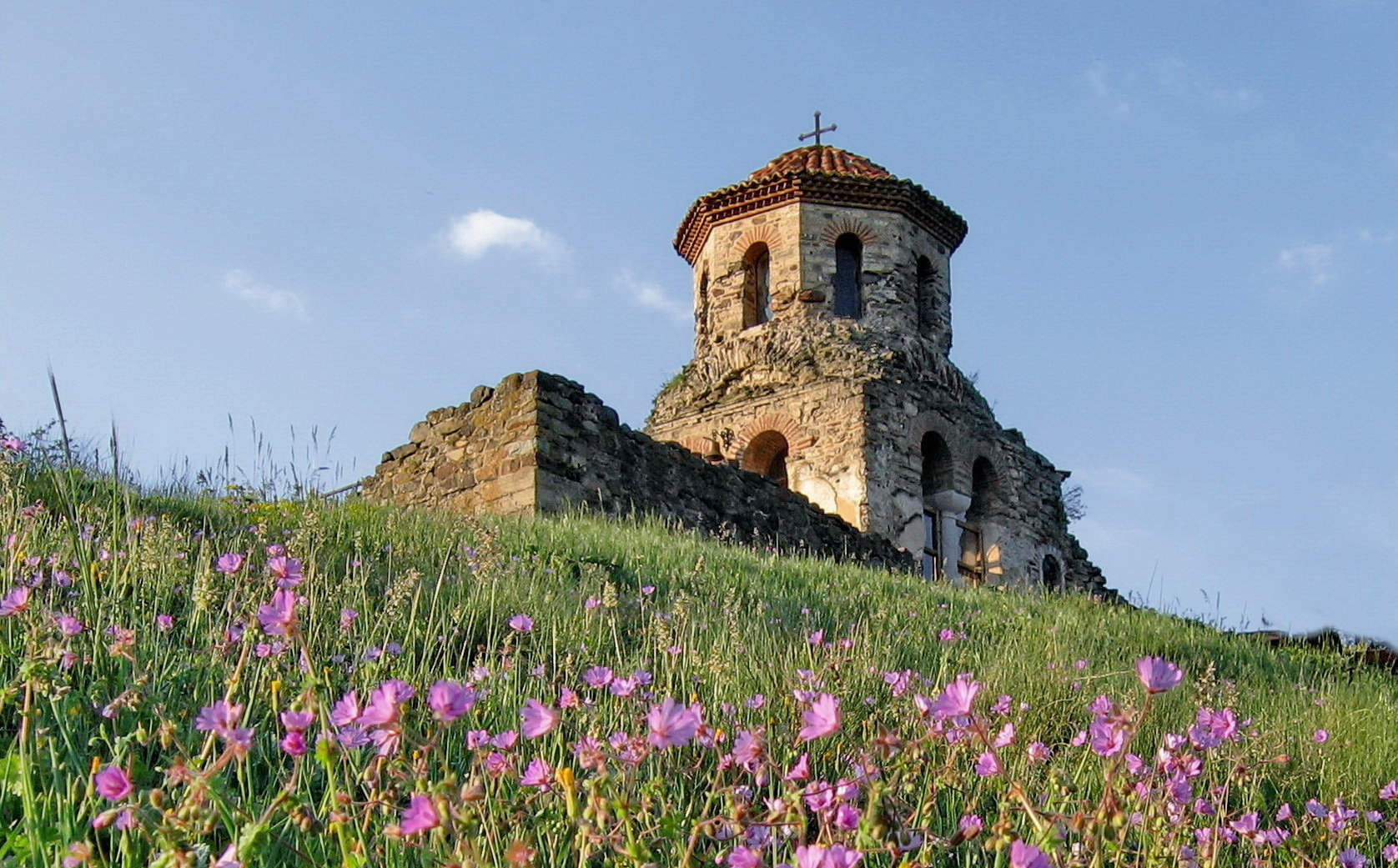
Autre vue de l'église